# Grammia flava
Grammia flava là một loài bướm đêm thuộc phân họ Arctiinae, họ Erebidae.